# Ateleopodiformes
Ateleopodiformes – monotypowy rząd morskich, głębinowych ryb promieniopłetwych z infragromady doskonałokostnych (Teleostei).

## Rodziny
Rząd Ateleopodiformes obejmuje rodzinę:
- Ateleopodidae

Rodzajem typowym rzędu i rodziny jest Ateleopus.

## Taksonomia
Pozycja filogenetyczna tego rzędu jest dyskusyjna i wymaga dalszych badań. Do 2006 roku klasyfikowany był wraz z wężorokształtnymi (Stomiiformes) w nadrzędzie gardłopłetwych (Stenopterygii). Olney i inni wskazali na trychotomię, jaką Ateleopodiformes tworzy ze Stomiiformes i pozostałymi sześcioma, młodszymi filogenetycznie nadrzędami Teleostei (grupowanymi w taksonie Eurypterygii). Nelson (2006) wyodrębnił rząd Ateleopodiformes do odrębnego nadrzędu Ateleopodomorpha.